# Jürgen vom Stein
Jürgen vom Stein (* 15. April 1961) ist ein deutscher Richter und seit 2010 Präsident des  Landesarbeitsgerichts Köln.

## Leben
Jürgen vom Stein war nach Studium, Referendariat und Promotion im Arbeitsrecht zunächst Rechtsanwalt, bevor er 1993 in den Justizdienst eintrat. Bis 1998 arbeitete er als Richter am Landgericht Bonn und wechselte dann in das Justizministerium des Landes Nordrhein-Westfalen, wo er seit 2006 als Leitender Ministerialrat tätig war. Am 7. November 2007 wurde er zum Präsidenten des Landesarbeitsgerichts Düsseldorf ernannt, 2010 wurde er Präsident des Landesarbeitsgerichts Köln. 
Jürgen vom Stein ist Mitglied der CDU. Von 2006 bis 2009 war er stellvertretender sachkundiger Bürger in der Gesellschafterversammlung und im Aufsichtsrat der Krankenhaus Wermelskirchen GmbH. Er ist verheiratet und Vater von zwei Kindern.

## Werke
- Fehleinschätzungen bei der Kündigung von Arbeitsverhältnissen unter besonderer Berücksichtigung der Verdachtskündigung. 1989 (zugleich Diss. Köln).